# Spring Creek West Township
Spring Creek West Township est un township du comté de Dent dans le Missouri, aux États-Unis,.
Le township est baptisé en référence à la rivière Spring Creek (en), qui passe dans ses frontières.

## Source de la traduction
- (en) Cet article est partiellement ou en totalité issu de l’article de Wikipédia en anglais intitulé « Spring Creek West Township, DeKalb County, Missouri » (voir la liste des auteurs).